# Randa Kassis
Pour les articles homonymes, voir Kassis.
 (février 2024).
La mise en forme du texte ne suit pas les recommandations de Wikipédia : il faut le « wikifier ».
Les points d'amélioration suivants sont les cas les plus fréquents. Le détail des points à revoir est peut-être précisé sur la page de discussion.
- Les titres sont pré-formatés par le logiciel. Ils ne sont ni en capitales, ni en gras.
- Le texte ne doit pas être écrit en capitales (les noms de famille non plus), ni en gras, ni en italique, ni en « petit »…
- Le gras n'est utilisé que pour surligner le titre de l'article dans l'introduction, une seule fois.
- L'italique est rarement utilisé : mots en langue étrangère, titres d'œuvres, noms de bateaux, etc.
- Les citations ne sont pas en italique mais en corps de texte normal. Elles sont entourées par des guillemets français : « et ».
- Les listes à puces sont à éviter, des paragraphes rédigés étant largement préférés. Les tableaux sont à réserver à la présentation de données structurées (résultats, etc.).
- Les appels de note de bas de page (petits chiffres en exposant, introduits par l'outil «  Source ») sont à placer entre la fin de phrase et le point final[comme ça].
- Les liens internes (vers d'autres articles de Wikipédia) sont à choisir avec parcimonie. Créez des liens vers des articles approfondissant le sujet. Les termes génériques sans rapport avec le sujet sont à éviter, ainsi que les répétitions de liens vers un même terme.
- Les liens externes sont à placer uniquement dans une section « Liens externes », à la fin de l'article. Ces liens sont à choisir avec parcimonie suivant les règles définies. Si un lien sert de source à l'article, son insertion dans le texte est à faire par les notes de bas de page.
- La présentation des références doit suivre les conventions bibliographiques. Il est recommandé d'utiliser les modèles {{Ouvrage}}, {{Chapitre}}, {{Article}}, {{Lien web}} et/ou {{Bibliographie}}. Le mode d'édition visuel peut mettre en forme automatiquement les références.
- Insérer une infobox (cadre d'informations à droite) n'est pas obligatoire pour parachever la mise en page.

Pour une aide détaillée, merci de consulter Aide:Wikification.
Si vous pensez que ces points ont été résolus, vous pouvez retirer ce bandeau et améliorer la mise en forme d'un autre article.
Randa Kassis (arabe رندا قسيس), née le 8 octobre 1970 à Damas (Syrie), est une femme politique franco-syrienne, présidente de la plateforme d'Astana. Elle est également la fondatrice et Présidente du Mouvement de la société pluraliste et ancienne membre du Conseil national syrien.

## Biographie
Son père, professeur de psychologie à la Faculté de Damas, ayant dû s'exiler en raison de son opposition au régime, Randa Kassis le rejoint à Alger en 1979. Très jeune, elle devient athée,.
Elle est anthropologue et journaliste syrienne en exil à Paris. Elle publie en 2013 le livre Crypts of The Gods, une analyse anthropologique de la morale religieuse,.
Depuis le début des révolutions arabes, et à la suite du déclenchement de la guerre civile syrienne, Randa Kassis intervient régulièrement dans les médias,,.
Elle préside la Coalition laïque syrienne de septembre 2011 à juillet 2012,,.
Elle est membre du Conseil national syrien de décembre 2011 jusqu'à son exclusion en août 2012, à la suite de déclarations prémonitoires critiquant la montée en puissance des islamistes et des djihadistes au sein de l'opposition syrienne,,. Kassis ne croit pas en l'islam modéré[source secondaire souhaitée].
Elle fonde et préside le Mouvement de la société pluraliste, depuis 2012 (qui réunit laïcs, chrétiens, kurdes, alaouites, sunnites, minorités ethniques, confessionnelles et idéologiques),,,,,.
Randa Kassis initie la plateforme d'Astana en 2015, en réunissant à deux reprises des opposants syriens au processus d'Astana après sa demande de former une plateforme qui puisse rassembler des opposants "réalistes" auprès du président du Kazakhstan. Le premier round de la plateforme d'Astana a été modéré par l'ambassadeur kazakh Baghdad Amreyev et la séance d'ouverture fut présidée par le ministre kazakh des Affaires étrangères Erlan Idrissov. Le deuxième round fut modéré par son mari Fabien Baussart, président du Center of political and Foreign affairs (CPFA),.
Randa Kassis a participé aux pourparlers de Genève en 2016 en tant que présidente de la plateforme d'Astana. Elle est coprésidente avec Kadri Jamil de la délégation de l'opposition laïque et démocratique syrienne,,.
Randa Kassis est l'une des cofondateurs de la fondation AD-HOC, basée à Londres, avec des activistes et écrivains laïques d'origine musulmane comme Waleed Al-Husseini, Kacem El-Ghazali et Ayman Ghoujal. Ils ont organisé deux importantes conférences à Bruxelles avec la participation de grands intellectuels arabes parmi lesquels Sayyed Al-Qimni et  Adonis (poète),. Le 30 octobre, AD-HOC Foundation a organisé une autre conférence sous l'intitulé de "The right of blasphemy", à Rome avec la participation de Hamed Abdel-Samad, Saaed Nashed et autres,.
Randa Kassis fut membre du comité présidentiel du congrès national Syrien à Sotchi,. En 2017 elle a souligné l'importance de la création d'un comité constitutionnel afin de faciliter le processus de paix,.
Au cours de l'année 2018 et en collaboration avec la communauté de Sant Egidio et le Centre des affaires politiques et étrangères (CPFA), Randa Kassis a participé et a facilité les discussions pour la paix en Syrie, sous la modération de Mario Giro, ancien Vice Ministre des Affaires Étrangères Italien. A l'issue de ces pourparlers à Rome, un document  a établi une ligne de route pour une solution politique au conflit en Syrie. Plusieurs représentants de différentes tendances de l'opposition Syrienne l'ont signé.

## Vie personnelle
Elle est la compagne de Fabien Baussart,, un avocat français proche des Etats-Unis et de la Russie,, fondateur en 2006 du think tank Center of political and foreign Affairs (CPFA).